# Željko Šturanović
Željko Šturanović, srbsky Жељко Штурановић (31. ledna 1960, Nikšić – 3. června 2014) byl černohorský politik. Byl premiérem Černé Hory v letech 2006–2008 a byl tak druhým premiérem samostatné Černé hory. Rezignoval ze zdravotních důvodů.
V předchozí vládě Milo Đukanoviće, v letech 2001–2006, zastával funkci ministra spravedlnosti. Byl představitelem sociálnědemokratické strany Demokratická socialistická strana Černé hory (Demokratska partija socijalista Crne Gore), roku 2007 byl zvolen jejím místopředsedou. Vystudoval práva na univerzitě v Podgorici.